# Hypena mainty
Hypena mainty är en fjärilsart som beskrevs av Pierre E.L. Viette 1979. Hypena mainty ingår i släktet Hypena och familjen nattflyn. Inga underarter finns listade i Catalogue of Life.